# Trattato di Pinckney
Il Trattato di Pinckney, noto anche come Trattato di San Lorenzo o Trattato di Madrid, fu firmato il 27 ottobre 1795 da Stati Uniti e Spagna.
Il trattato stabilì il confine tra gli Stati Uniti e la Florida spagnola e sancì i diritti di navigazione degli Stati Uniti sul fiume Mississippi. Con questo accordo si concluse la prima fase della disputa sui confini in corso tra le due nazioni in questa regione, comunemente chiamata Controversia della Florida occidentale.
Thomas Pinckney fu il negoziatore per gli Stati Uniti, mentre Don Manuel Godoy rappresentò la Spagna. Fu presentato per la ratifica al Senato degli Stati Uniti il 26 febbraio 1796 e, dopo un dibattito, fu approvato il 7 marzo 1796. Fu ratificato dalla Spagna il 25 aprile 1796 e in quella data furono scambiate le notifiche ufficiali. Il trattato fu proclamato il 3 agosto 1796.

## Premesse
Nel 1763 la Gran Bretagna stabilì due colonie, la Florida orientale e la Florida occidentale, sul territorio lungo la costa settentrionale del Golfo del Messico che le era stato ceduto dalla Francia e dalla Spagna dopo la guerra franco-indiana, all'interno della più ampia guerra dei sette anni. Gli inglesi ottennero dalla Spagna tutta la Florida spagnola e dalla Francia la porzione della Louisiana francese a est del fiume Mississippi, la città di New Orleans, nonché tutta la Louisiana francese a ovest del Mississippi che era stata segretamente data alla Spagna l'anno precedente. Né la Florida orientale né quella occidentale furono mai ampiamente colonizzate dagli inglesi e furono cedute alla Spagna con il Trattato di Parigi del 1783 alla fine della guerra d'indipendenza americana. Al momento della transazione, tuttavia, i confini della Florida occidentale, che erano cambiati sotto la sovranità britannica, non furono specificati.
Nel 1763 il confine settentrionale della Florida occidentale fu inizialmente stabilito al 31º parallelo nord, ma fu spostato nel 1764 a 32° 22′, alla confluenza del fiume Mississippi e del fiume Yazoo (dove ora si trova la città di Vicksburg), per dare alla Florida occidentale più territorio, comprese le regioni di Natchez e del Tombigbee. Dopo aver riacquistato la colonia, la Spagna sostenne i suoi diritti nel rivendicare la Florida occidentale fino alla latitudine 32° 22′; dal canto loro gli Stati Uniti affermavano che la terra tra le latitudini 31° e 32° 22′ era sempre stata territorio britannico e quindi apparteneva di diritto agli Stati Uniti.
Nel 1784 gli spagnoli chiusero New Orleans alle merci statunitensi che scendevano lungo il fiume Mississippi. Nel 1795 si raggiunse un accordo sul confine e gli Stati Uniti e la Spagna stipularono un accordo commerciale. New Orleans fu riaperta e gli statunitensi poterono trasferire merci senza pagare dazi di transito, e fu accordato loro il diritto di deposito quando trasferivano merci da una nave all'altra.

## Termini

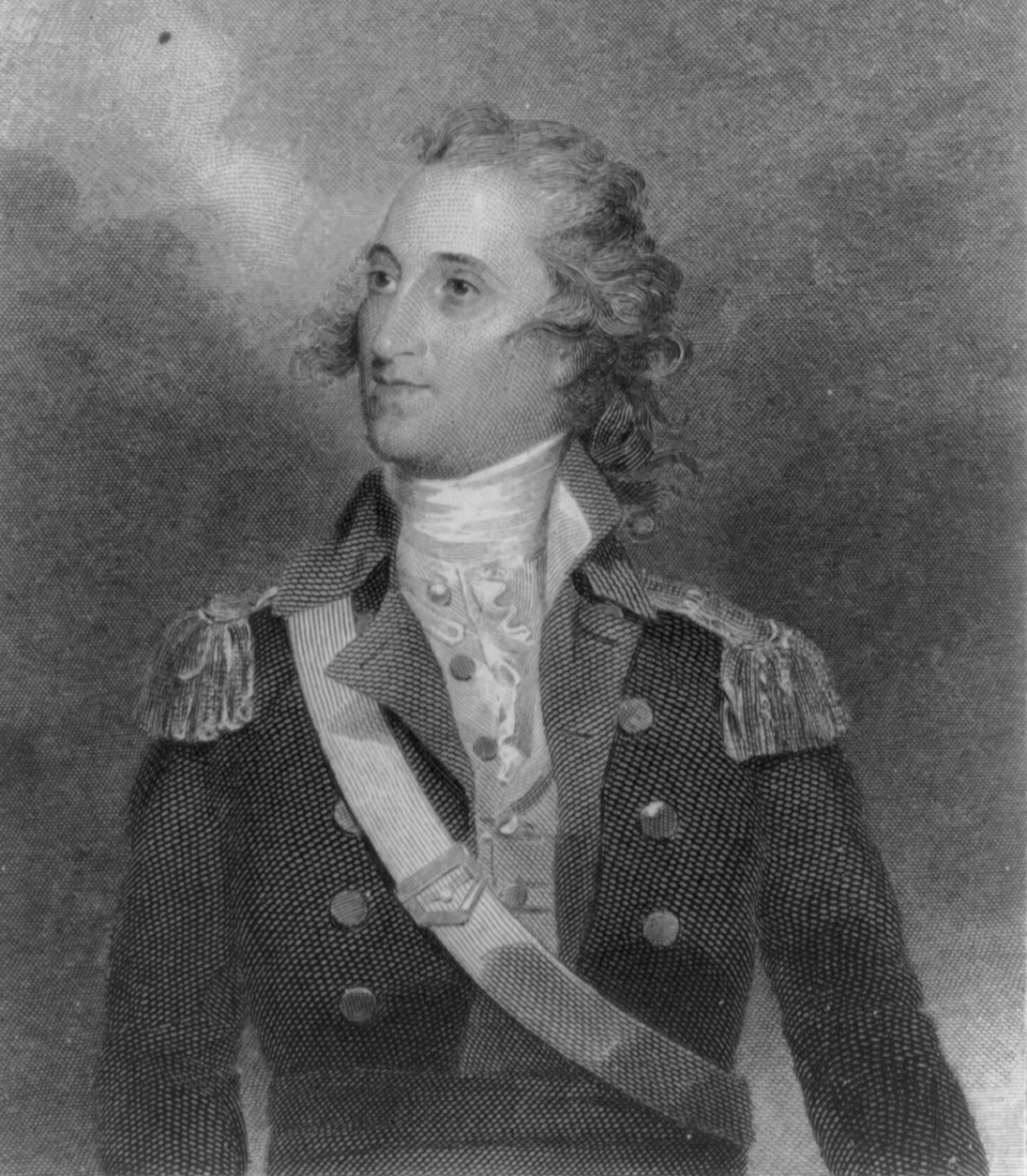
Thomas Pinckney

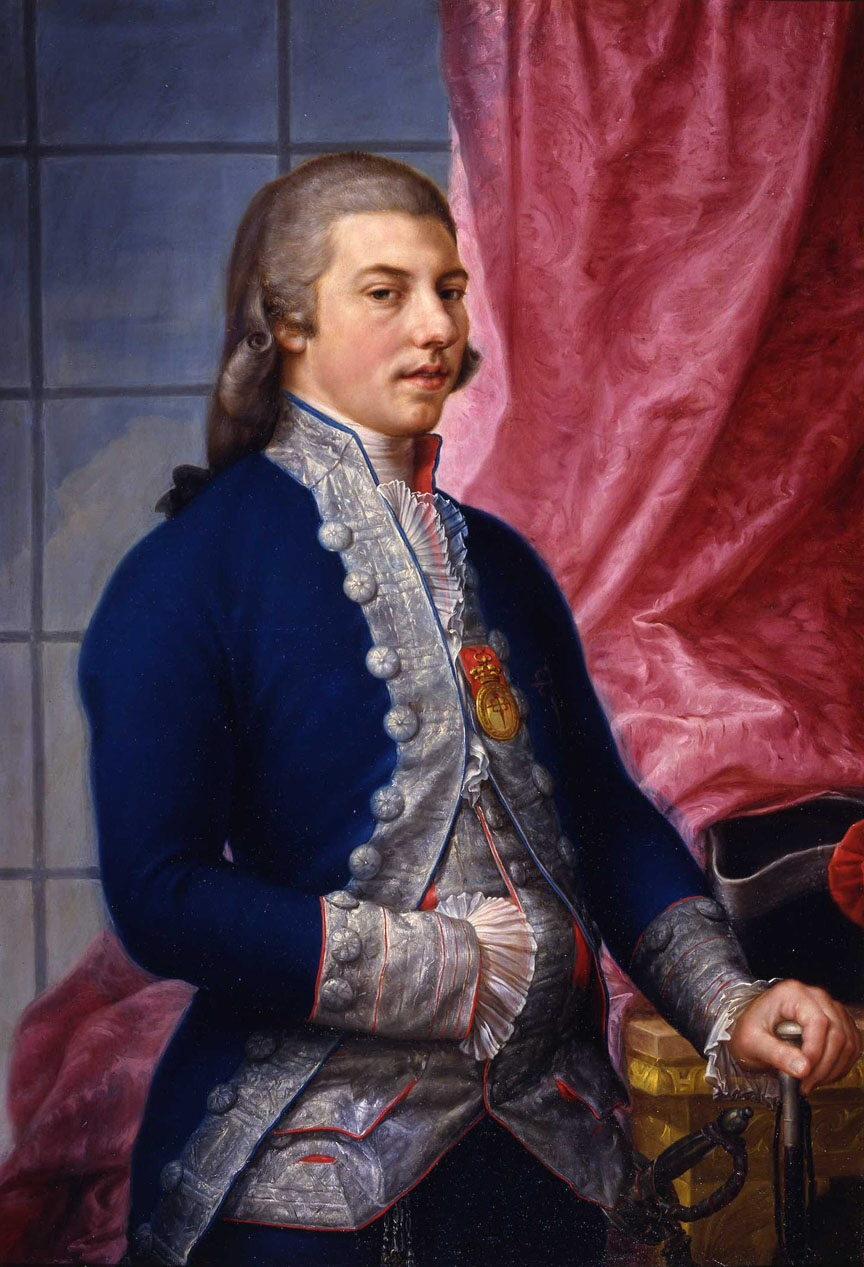
Manuel Godoy

### Articolo II
Il confine tra gli Stati Uniti meridionali e le colonie spagnole della Florida orientale e di quella occidentale fu stabilito come una linea che iniziava sul fiume Mississippi al 31º parallelo nord, la linea del 1763, tracciata verso est fino al centro del fiume Chattahoochee, poi seguendo il corso del fiume, sempre al centro di esso, fino alla confluenza con il fiume Flint, poi verso est fino alle sorgenti del fiume Saint Marys, e poi lungo la metà del canale fino all'Oceano Atlantico.

### Articolo III
Fu prevista una spedizione congiunta ispano-americana per il rilevamento della linea di confine.

### Articolo IV
Il confine tra gli Stati Uniti occidentali e la colonia spagnola della Louisiana fu stabilito al centro del fiume Mississippi, dal confine settentrionale degli Stati Uniti (non si sapeva ancora quanto si estendesse a nord il Mississippi) al 31º parallelo nord, e sia i cittadini spagnoli sia quelli statunitensi avrebbero avuto libera navigazione lungo l'intero corso del Mississippi, dalla sorgente all'oceano.

### Articolo V
Gli Stati Uniti e la Spagna decisero di astenersi dall'incitare le tribù native alla guerra e stabilirono di promuovere relazioni commerciali tra tribù su entrambi i lati del confine che fossero mutualmente vantaggiose. In precedenza, la Spagna aveva per molti anni fornito armi alle tribù locali. L'accordo fece rientrare le terre delle nazioni Chickasaw e Choctaw degli indiani d'America nei nuovi confini degli Stati Uniti.

### Articoli VI e VII
La Spagna e gli Stati Uniti concordarono inoltre di proteggere e difendere le navi dell'altra nazione ovunque nelle loro giurisdizioni e di non detenere o sequestrare i cittadini o le navi dell'altra parte.

## Conseguenze

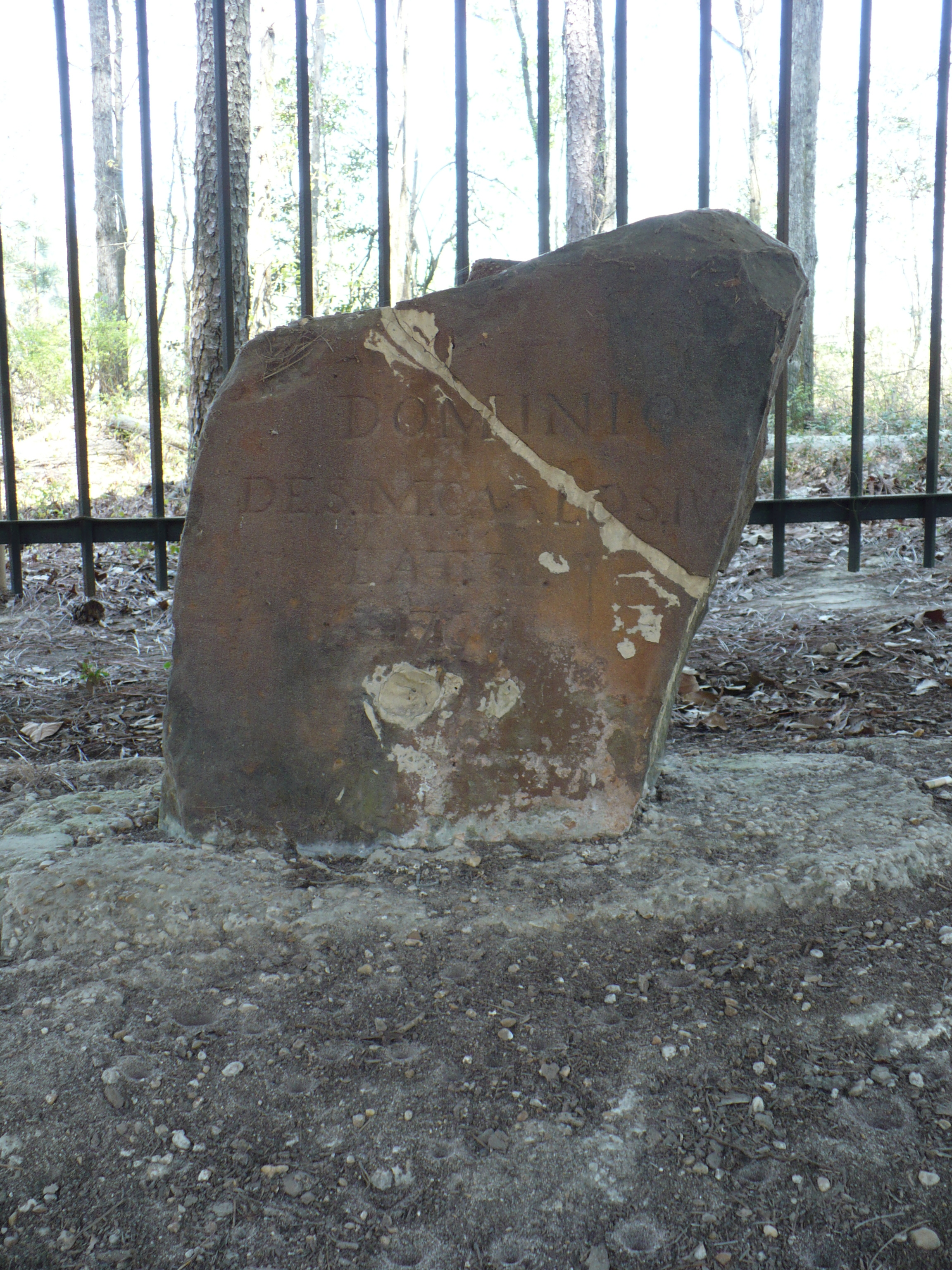
Cippo di confine "Ellicott's Stone" lungo il 31º parallelo ora nel nord della contea di Mobile, in Alabama

Una spedizione congiunta ispano-americana sorvegliò il tracciamento della linea di confine. Andrew Ellicott era a capo della rappresentanza statunitense. La regione su cui la Spagna rinunciò alle sue pretese, in base al Trattato di Pinckney, fu "organizzata" dal Congresso come Territorio del Mississippi il 7 aprile 1798. Natchez fu la prima e unica capitale del territorio.
Grant (1997) sostiene che il trattato fu fondamentale per lo sviluppo dell'espansionismo statunitense, in seguito noto come "destino manifesto", perché il controllo delle regioni di Natchez e Tombigbee era necessario per il dominio del sud-ovest da parte degli Stati Uniti. Il crollo del potere spagnolo nella regione era inevitabile, poiché cittadini statunitensi affluirono nella regione mentre vi vivevano pochissimi spagnoli. La Spagna rinunciò all’area a causa della politica internazionale, non dei disordini locali. Il dominio spagnolo era accettato dai coloni francesi e britannici nella zona di Natchez. I rapporti con gli indiani erano tranquilli. Tuttavia, con la perdita di Natchez, la frontiera spagnola non era più sicura e il resto del suo territorio andò gradualmente perduto.

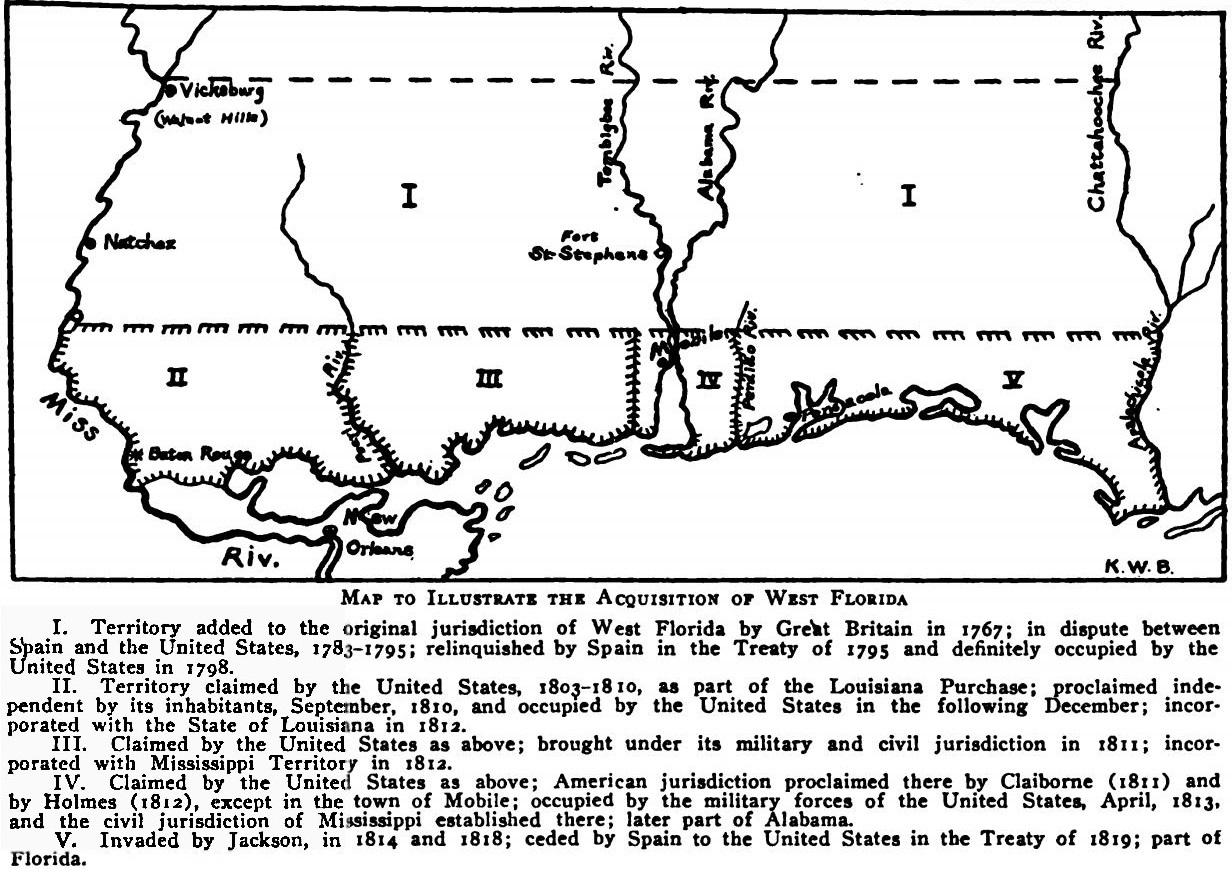
Mappa annotata dei cambiamenti territoriali della Florida occidentale britannica e spagnola, dal 1767 al 1819.

In base al Terzo Trattato di San Ildefonso del 1º ottobre 1800, tenuto segreto, la Louisiana spagnola, che comprendeva sia il vasto territorio a ovest del Mississippi sia New Orleans, fu formalmente ceduta alla Francia, ma la Spagna continuò ad amministrarla. Anche in questo caso, come nel 1783, i confini del territorio oggetto dello scambio non erano specificati. Di conseguenza, quando Francia e Stati Uniti si accordarono per l'acquisto della Louisiana nel 1803, sorse una nuova disputa, la seconda fase della controversia sulla Florida occidentale.
Questa volta, il disaccordo riguardava la porzione della Florida occidentale, prima sotto il controllo britannico e poi spagnolo dal 1763 (tra i fiumi Mississippi e Perdido): era dibattuto se fosse inclusa nel trattato del 1801 e quindi nell'acquisto della Louisiana. Gli Stati Uniti rivendicavano la regione affermando che era inclusa. La Spagna ritenevano tale affermazione infondata. Mentre i governi erano in litigio, i coloni americani e britannici nella regione dichiararono una Repubblica indipendente della Florida occidentale nel 1810, con capitale Saint Francisville. Fu rapidamente annessa agli Stati Uniti e incorporato nel territorio di Orleans, che entrò nell'Unione come Stato della Louisiana nel 1812. Le attuali parrocchie civili della Louisiana (equivalenti alle contee di altre parti degli Stati Uniti) che facevano parte dell'ex repubblica sono chiamate " parrocchie della Florida ".
Sempre nel 1812, gli Stati Uniti annessero il distretto di Mobile della Florida occidentale tra i fiumi Perdido e Pearl e dichiararono che era incluso nell'acquisto della Louisiana. La Spagna protestò e continuò a rivendicare la regione. L'anno successivo venne promulgato segretamente un decreto federale che autorizzava il presidente a prendere il pieno possesso dell'area con l'uso della forza militare, se ritenuto necessario. Di conseguenza, il generale James Wilkinson occupò questo distretto con un contingente militare. Il comandante coloniale spagnolo non oppose resistenza. Il territorio annesso fu incorporato nel territorio del Mississippi e diviso cinque anni dopo, quando fu istituito il territorio dell'Alabama.
Nel 1819 gli Stati Uniti e la Spagna si accordarono con il Trattato Adams-Onís, per cui la Spagna cedette per intero sia la Florida occidentale sia quella orientale agli Stati Uniti. Dalla metà del XIX secolo, il confine meridionale (est-ovest) stabilito dal Trattato di Pinckney ha costituito il confine tra gli Stati federati seguenti:
- Florida e Georgia
- Florida e Alabama - tra i fiumi Chattahoochee e Perdido
- Louisiana e Mississippi - tra i fiumi Pearl e Mississippi

Il confine tra gli Stati federati di Mississippi e Alabama non è quello stabilito dal trattato di Pinckney nella sezione tra i fiumi Pearl e Perdido, questo per garantire ad entrambi gli Stati l'accesso al Golfo del Messico.